# 健康123
《健康123》（英語：Health 123）是马来西亚Astro制作的健康养生谈话节目，由萧慧敏与亚洲营养专家王明勇搭档主持。营养专家王明勇在每集节目中与嘉宾、电视观众分享健康小贴士，教导养生保健。

## 播出詳情
星期六 22:00 - 22:30，每季全13集。